# カターニア地下鉄
カターニア地下鉄（Metropolitana di Catania）は、イタリア共和国の都市カターニアの地下鉄である。ヨーロッパ最南端の地下鉄であり、2018年現在1路線が運行されている。

## 駅一覧
- ネジマ駅 (Nesima)
- サンヌッロ駅 (San Nullo)
- チバリ駅 (Cibali)
- ミロ駅 (Milo)
- ボルゴ駅 (Borgo)
- ジュフリーダ駅 (Giuffrida)
- イタリア駅 (Italia)
- ガラテア駅 (Galatea)
  - ポルト駅 (Porto)
- ジョヴァンニ23世駅 (Giovanni XXIII)
- ステジコロ駅 (Stesicoro)